# Oumou Traoré
Oumou Traoré (10 ottobre 1969) è un'ex discobola e pesista maliana.
Ha preso parte ai Giochi olimpici di Atlanta 1996, classificandosi ultima nelle qualificazioni. Ha inoltre rappresentato il proprio paese in occasione dei Mondiali del 1995 in Svezia.
Traoré ha rappresentato il Mali soprattutto a livello regionale, vincendo nel 1996 una medaglia di bronzo nel getto del peso ai Campionati africani in Camerun.

## Palmarès
| Anno | Manifestazione           | Sede        | Evento           | Risultato | Prestazione | Note |
| ---- | ------------------------ | ----------- | ---------------- | --------- | ----------- | ---- |
| 1995 | Mondiali                 | Göteborg    | Lancio del disco | 32ª (q)   | 36,46 m     |      |
| 1995 | Mondiali                 | Göteborg    | Getto del peso   | dns       | dns         |      |
| 1996 | Campionati africani      | Yaoundé     | Lancio del disco | –         | –           |      |
| 1996 | Campionati africani      | Yaoundé     | Getto del peso   | Bronzo    | 12,84 m     |      |
| 1996 | Giochi olimpici          | Atlanta     | Lancio del disco | 38ª (q)   | 39,70 m     |      |
| 2001 | Giochi della Francofonia | Ottawa      | Lancio del disco | 10ª       | 43,31 m     |      |
| 2002 | Campionati africani      | Tunisi      | Getto del peso   | dns       | dns         |      |
| 2003 | Giochi panafricani       | Abuja       | Lancio del disco | 8ª        | 42,08 m     |      |
| 2004 | Campionati africani      | Brazzaville | Lancio del disco | 4ª        | 43,30 m     |      |